# Номерні знаки штату Аляска

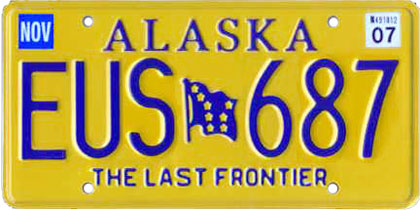
Регулярний знак

Номерні знаки Аляски видаються Відділом моторних транспортних засобів (DMV). Штат Аляска вимагає розміщення двох номерних знаків на автомобілі.

## Формат знаків
Регулярні номерні знаки Аляски мають формат АБВ-123. Кодування відсутнє. Чинні бланки номерних знаків мають жовте тло, в нижньому рядку номерного знаку розташовується гасло: Останній рубіж (THE LAST FRONTIER). На задній табличці розташовуються наліпки про сплату щорічних мит. Індивідуальні комбінації літер і цифр можливо використовувати на стандартному бланку номерного знаку.

## Інші формати регулярних номерних знаків
- Номерні знаки для мотоциклів мають формат 1234АБ та розміри 4х7 дюймів;
- Номерні знаки для вантажного транспорту мають формат 1234АБ.
- Номерні знаки для причепів мають формат 1234АБ;
- Номерні знаки для вантажних комерційних перевезень за межі штату (APPORTIONED) відсутні через те, що Аляска не входить до Міжнародного Реєстраційного Плану (IRP).

## Номерні знаки «особливого інтересу»
Номерні знаки «особливого інтересу» мають власні бланки та формат АБВ-123